# Milón de Crotona

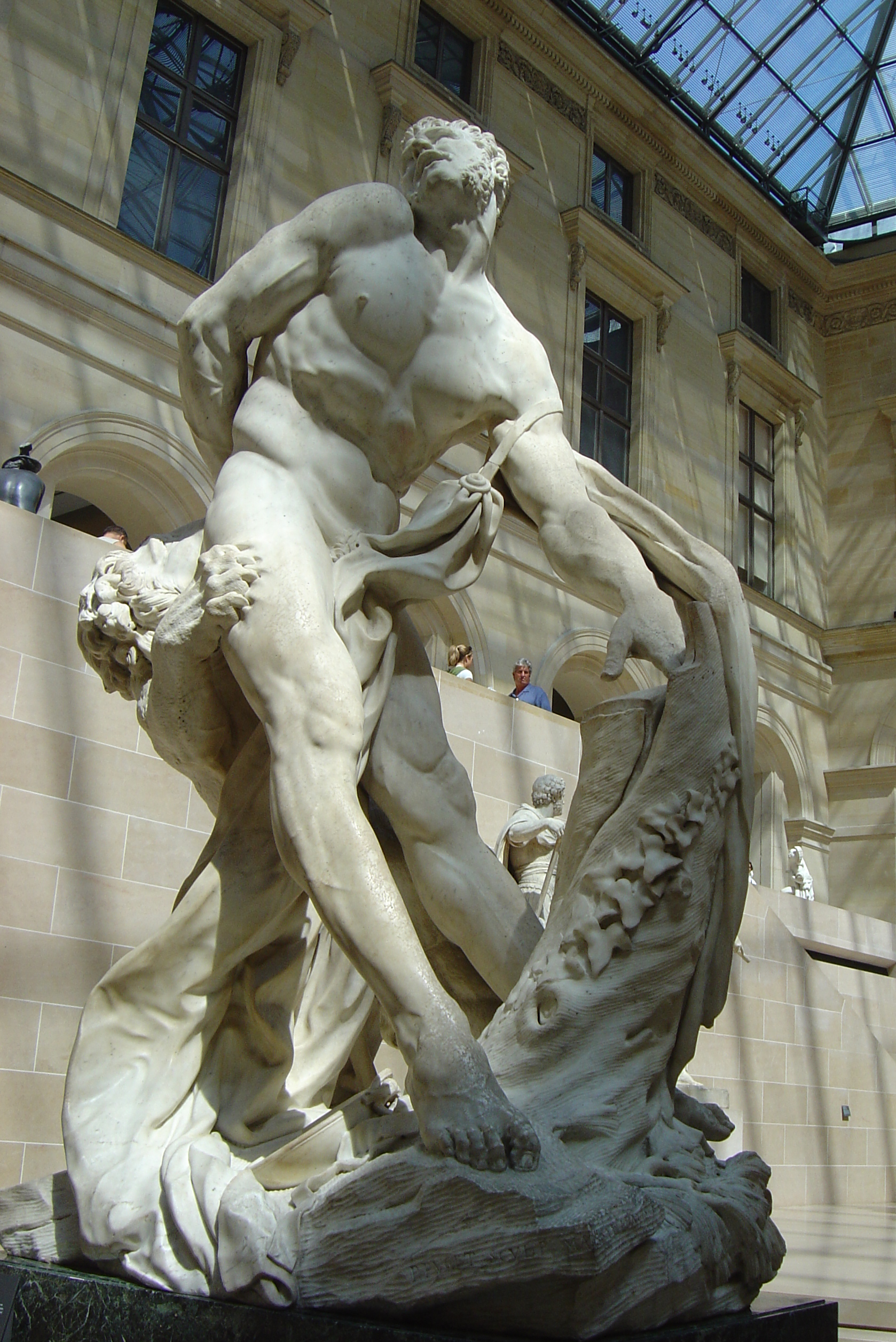
Milón de Crotona, escultura de Pierre Puget (París, Museo del Louvre).

Milón de Crotona (en griego antiguo: Μίλων, Mílōn) fue un célebre atleta griego nacido en Crotona que vivió durante el siglo VI a. C. y se destacó en la lucha libre. Fue una marca inigualada en todos los tiempos de los juegos de su época, permaneciendo más de veinticuatro años en la cima de la fama.

## Biografía
Compitió en los Juegos Olímpicos (donde fue seis veces vencedor absoluto), en los Juegos Píticos, en los Ístmicos y en los Nemeos.
Además de sus éxitos deportivos, el historiador Diodoro Sículo le atribuye el liderazgo victorioso de una tropa de soldados de Crotona que en el año 510  a. C. atacó la localidad de Síbari. Lo hizo tocado con sus guirnaldas olímpicas y vestido a la manera de Heracles, con una piel de león y una porra.
Se casó con la filósofa Myia, hija de Pitágoras y Téano. La fecha de su muerte es desconocida.

## Proezas
Como testimonio de su gran fuerza, se cita el caso de que asistiendo a una lección de Pitágoras con varios discípulos, el techo se vino abajo, pero Milón lo sostuvo con sus brazos hasta que todos salieron del recinto.
Milón entrenaba a lo largo de los años cargando un ternero sobre sus espaldas cada día. Para cuando llegó la oportunidad de competir en las Olimpiadas,el ternero ya era un buey de cuatro años, y sin embargo el atleta seguía cargando con él 120 pasos. Lo llevó hasta el mismo estadio, donde lo mató, asó y comió.
Según Pausanias, le gustaba lanzar desafíos en los que siempre salía victorioso. Unas veces se colocaba sobre un quoit engrasado y retaba a los demás a tratar de empujarle fuera de él, y otras tomaba una granada en una mano y les desafiaba a intentar arrebatársela, cosa que nadie conseguía pese a que Milón sostenía la fruta con tan poca fuerza que no le dejaba marcas.
Se cuenta que un día, paseando por un bosque, encontró un árbol rajado por los leñadores que habían puesto una cuña en una hendidura. Queriendo partir el árbol con las manos, quitó la cuña, pero entonces las dos partes del tronco se unieron dejándole atrapada la mano, y así fue devorado por los lobos o por un león, según la versión.